# Alpenyés
Alpenyés (aragonès) és un municipi de l'Aragó a la província de Terol, concretament a la comarca de la Comunitat de Terol. És un petit municipi eminentment agrícola i el terme municipal està travessat pel riu Pancrudo.